# Dobromyśl (powiat bialski)
Dobromyśl – wieś w Polsce położona w województwie lubelskim, w powiecie bialskim, w gminie Kodeń.
Wieś magnacka położona była w końcu XVIII wieku w hrabstwie kodeńskim w powiecie brzeskolitewskim województwa brzeskolitewskiego. W latach 1975–1998 miejscowość należała administracyjnie do województwa bialskopodlaskiego. 
Wieś jest sołectwem w gminie Kodeń. Według Narodowego Spisu Powszechnego (III 2011 r.) liczyła 127 mieszkańców i było siódmą co do wielkości miejscowością gminy Kodeń.
Wierni Kościoła rzymskokatolickiego należą do parafii św. Anny w Kodniu. Wyznawcy prawosławia należą do parafii św. Michała Archanioła w Kodniu.

## Historia
Za wierną służbę król Kazimierz Jagiellończyk nadał ok. 1450 roku Dobromyśl pod Kleckiem bojarowi litewskiemu Janowi Niemirowiczowi.  Dobromyśl w wieku XIX  folwark w powiecie bialskim guberni siedleckiej, gminie Zabłocie, parafii Kodeń. Wchodził w skład dóbr kodeńskich  od Kodnia oddalony 2 wiorsty. W roku 1883 posiadał  19 domów i 65 mieszkańców. Rozległość gruntów folwarcznych wynosiła 1108 mórg. 